# William LeBaron Jenney
William LeBaron Jenney (25. září 1832, Fairhaven – 14. června 1907, Los Angeles) byl americký architekt, někdy nazývaný "otec amerických mrakodrapů". To proto, že roku 1884 postavil Home Insurance Building v Chicagu, jež byla první stavbou s plně ocelovou skeletovou konstrukcí a je označována za první mrakodrap na světě (dnes již neexistuje, zbořena byla roku 1931). Architekturu vystudoval na École Centrale Paris. Absolvoval roku 1856. Do USA se vrátil v roce 1861, aby se zapojil do občanské války návrhy několika pevnostních systémů pro severní armádu. Po válce, v roce 1867, se usadil v Chicagu, kde si otevřel architektonické studio. Krom "prvního mrakodrapu" v Chicagu postavil Ludington Building či Manhattan Building, obě budovy byly zařazeny na seznam National Historic Landmark (obdoba české národní kulturní památky). Postavil také známý pavilon (Horticultural Building) na světové kolumbovské výstavě v Chicagu v roce 1893. Později učil na Michiganské univerzitě. Mnoho jeho žáků vytvořilo tzv. chicagskou architektonickou školu. Jenney je k ní také někdy řazen, jako její průkopník.

## Galerie

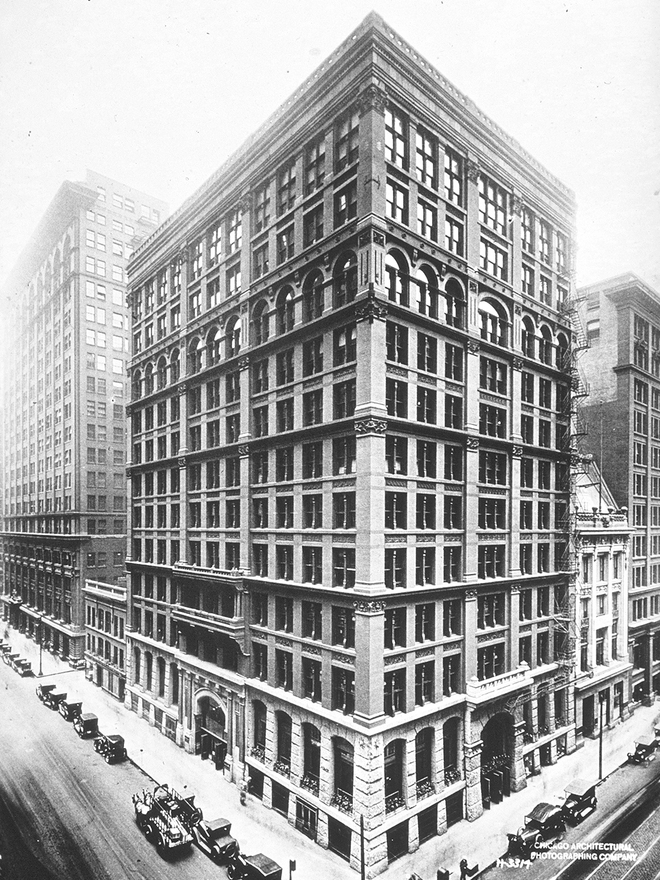
Home Insurance Building, Chicago
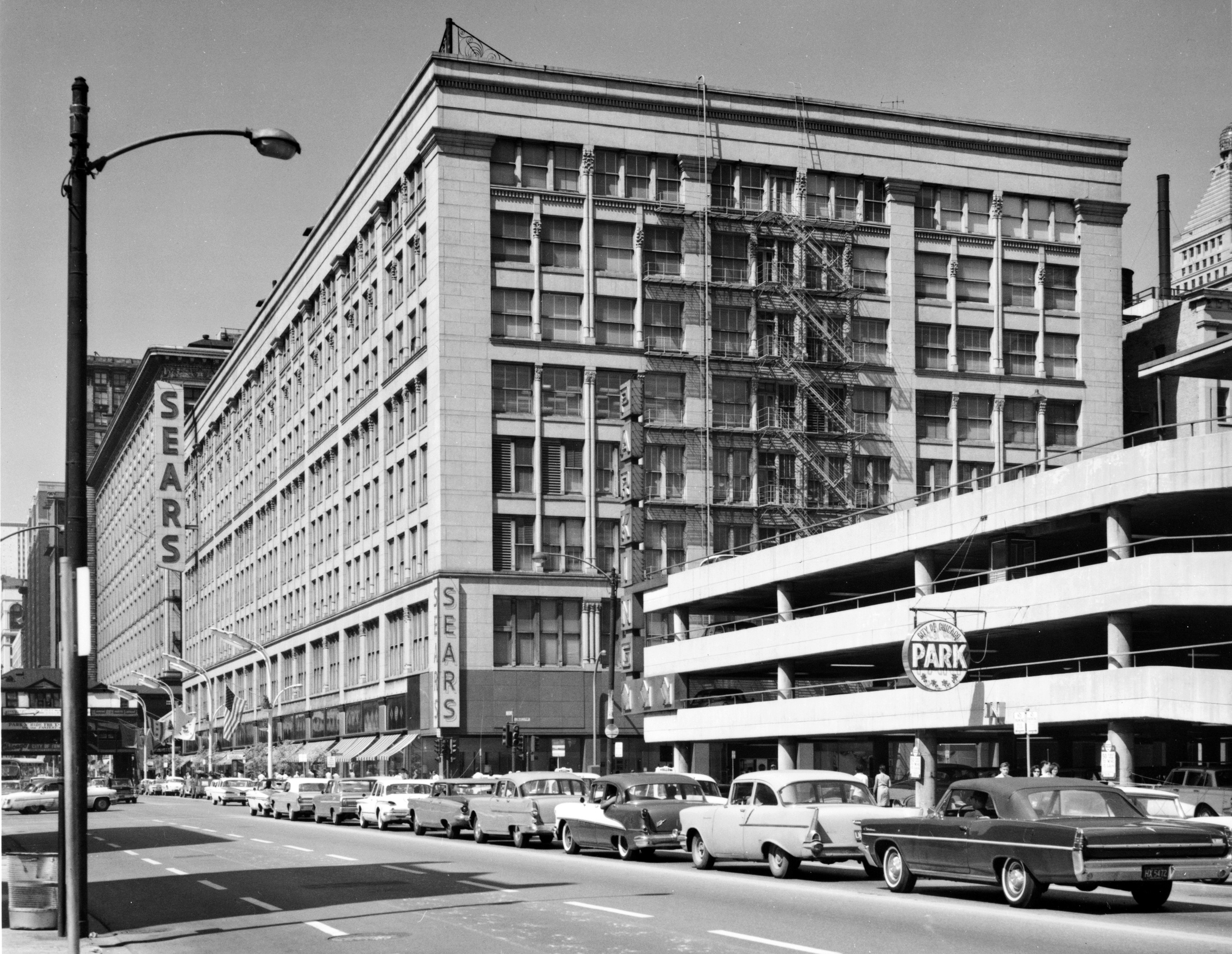
Leiter II Building, Chicago
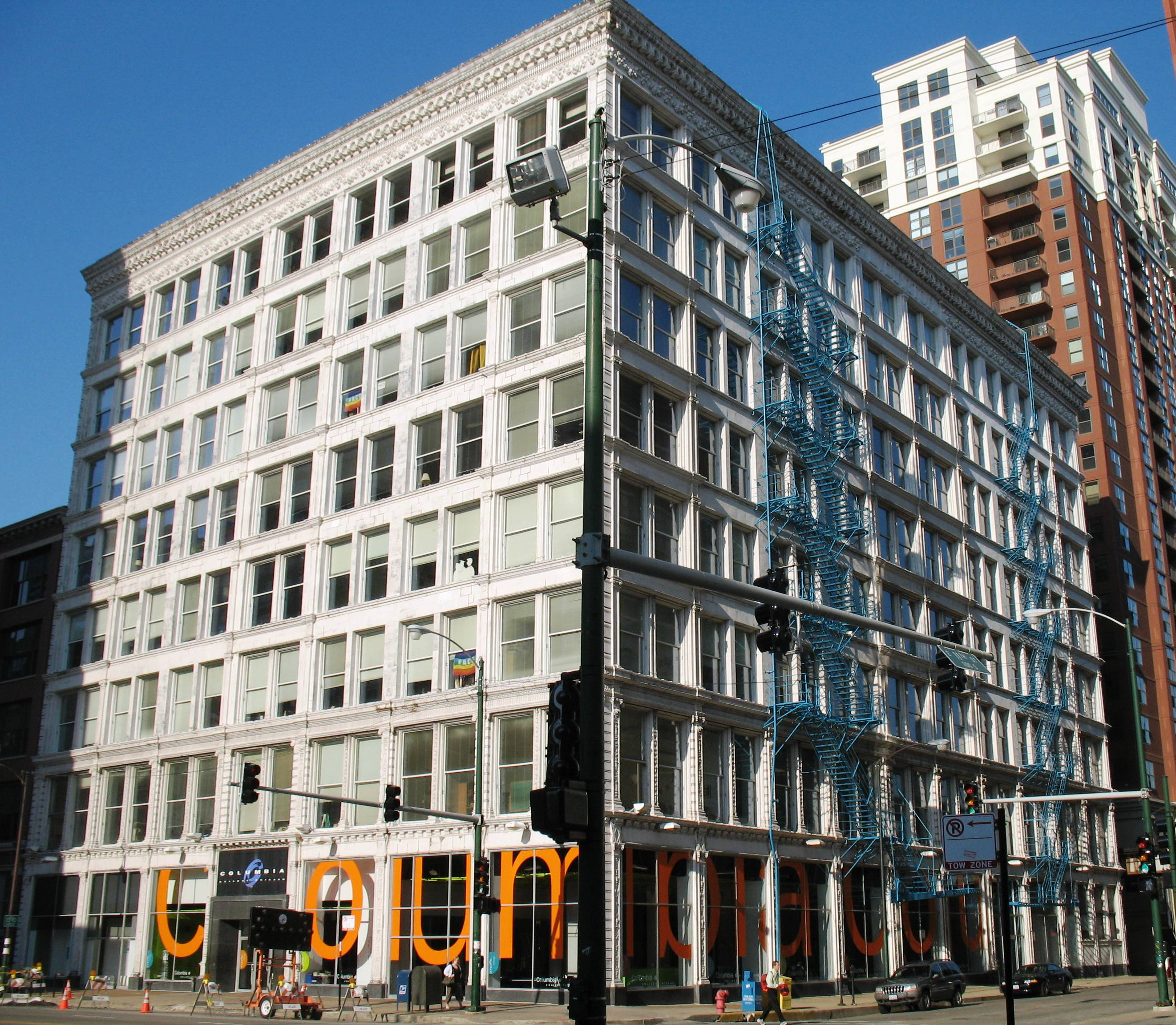
Ludington Building, Chicago
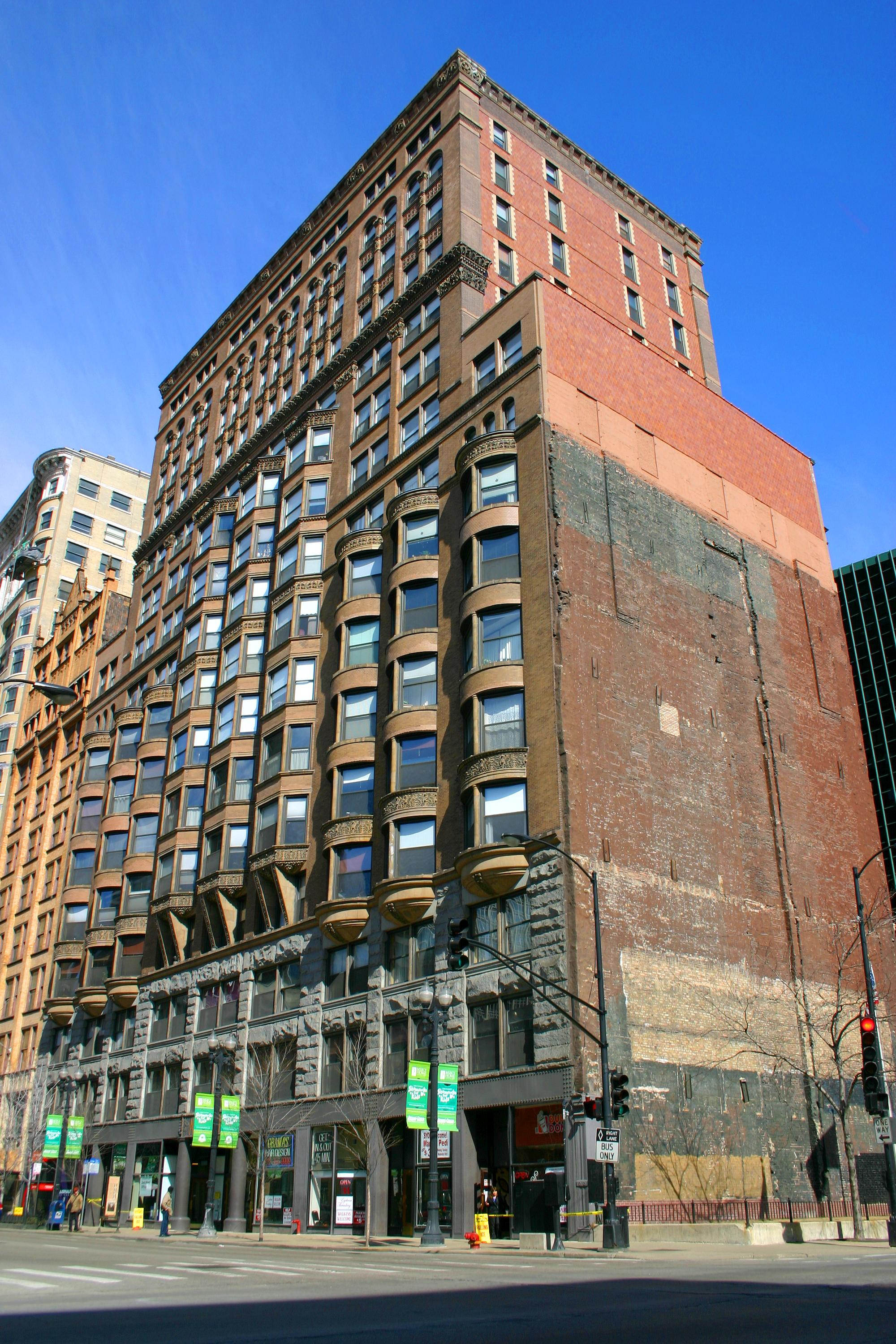
Manhattan Building, Chicago
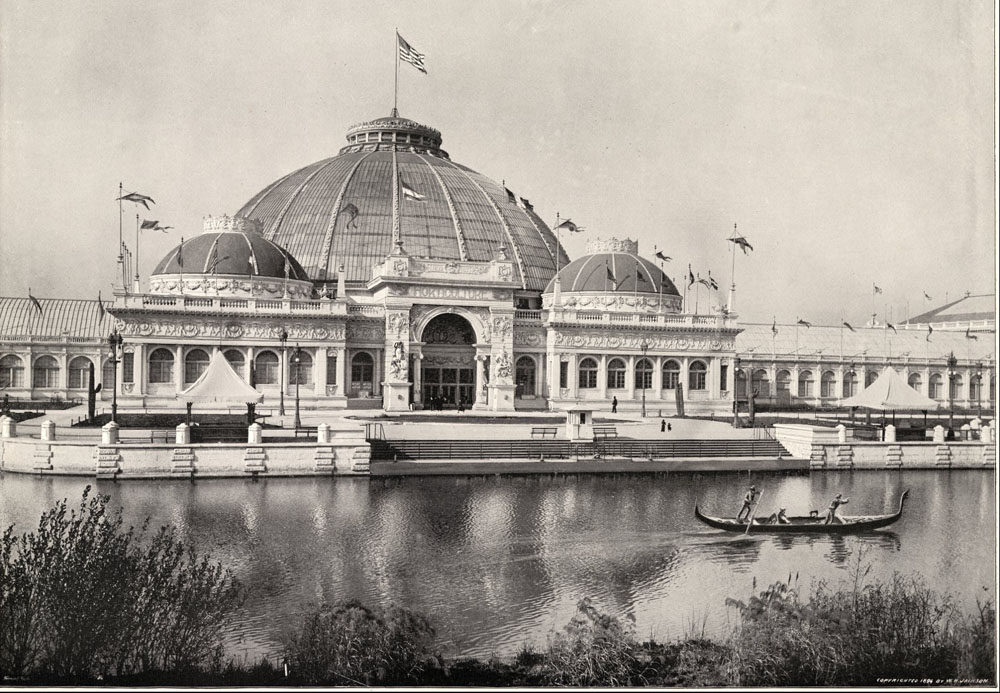
Horticultural Building pro Světovou výstavu